# Bybrua (Gjøvik)
Bybrua este o localitate din comuna Gjøvik, provincia Oppland, Norvegia, cu o suprafață de 0,71 km² și o populație de 892 locuitori (2013).